# Ebina
Ebina (海老名市, Ebina-shi) est une ville de la préfecture de Kanagawa, au Japon.

## Géographie

### Localisation
Ebina est située dans le centre de la préfecture de Kanagawa.

### Municipalités limitrophes
| Atsugi | Zama     | Yamato   |
| Atsugi | Ebina    | Ayase    |
| Atsugi | Samukawa | Fujisawa |

### Démographie
En décembre 2020, la population d'Ebina était de 135 691 habitants, répartis sur une superficie de 26,59 km2.

### Hydrographie
Ebina est bordée par le fleuve Sagami à l'ouest.

### Climat
Ebina a un climat subtropical humide caractérisé par des étés chauds et humides et des hivers frais. La température annuelle moyenne est de 15,2 °C. Les précipitations annuelles moyennes sont de 1 632 mm, septembre étant le mois le plus humide.

## Histoire
Le village d'Ebina a été créé le 1er avril 1889. Il obtient le statut de bourg en 1940, puis de ville le 1er novembre 1971.

## Économie
Les principales productions agricoles d'Ebina sont les fraises et les œillets.

## Transports
Ebina est desservie par les lignes suivantes :
- ligne Sagami (JR East) ;
- ligne Odawara (Odakyū) ;
- ligne principale de la Sagami Railway.

La gare d'Ebina est la principale gare de la ville.

## Jumelages
- Shiroishi (Japon) depuis 1991